# Onthophagus coproides
Onthophagus coproides es una especie de escarabajo pelotero del género Onthophagus de la familia Scarabaeidae del orden Coleoptera.
 Fue descrita en 1881 por Horn.
Mide 11 a 14 mm. Usa los nidos de Thomomys, Cymomys, Geomys. Se encuentra en lugares altos de montaña en el sur de Estados Unidos.